# Zeta Hydrae
Zeta Hydrae (ζ Hya / 16 Hydrae / HD 76294) es una estrella en la constelación de Hidra de magnitud aparente +3,11. Junto a ν Hydrae, de igual magnitud, ocupa el tercer lugar por brillo dentro de su constelación, siendo superada por Alfard (α Hydrae) y γ Hydrae. Ocasionalmente recibe el nombre de Hydrobius, cuyo significado en griego es «habitante del agua». Se encuentra a 151 años luz de distancia del sistema solar.
Zeta Hydrae es una gigante luminosa amarilla de tipo espectral G9 II-III con una temperatura efectiva de 4820 K. Brilla con una luminosidad 138 veces mayor que la del Sol y su radio es 16 veces más grande que el radio solar.
Es una estrella de lenta rotación, completando una vuelta en menos de 265 días.
Temperatura y radio permiten estimar la masa de Zeta Hydrae, siendo ésta tres veces mayor que la del Sol. Es una gigante clásica en cuyo interior tiene lugar la fusión nuclear de helio en carbono y oxígeno. Su edad se estima en 397 millones de años, cuando comenzó su andadura en la secuencia principal como una estrella de tipo B.
Dentro de aproximadamente 36 millones de años, su helio se agotará, por lo que Zeta Hydrae comenzará a expandirse y hacerse más brillante, evolucionando hacia una variable Mira; una vez expulsadas sus capas exteriores en la fase de nebulosa planetaria, finalizará su vida como una enana blanca.